# كارول تشومسكي
كارول تشومسكي (بالإنجليزية: Carol Chomsky) أو كارول دوريس تشومسكي، ولدت في 1 يوليو عام 1930، وتوفيت في 19 ديسمبر عام 2008، هي عالمة لسانيات أمريكية ومتخصصة في التعليم، ودارسة لاكتساب اللغة لدى الأطفال.
ولدت تشومسكي في فيلاديلفيا باسم كارول دوريس شاتز في 1 يوليو عام 1930. تزوجت من نعوم تشومسكي في عام 1949، إذ عرف الزوجان بعضهما منذ كانا بعمر الخامسة. كانت أمها معلمة في مدرسة عبرانية، حيث كان والدها مدير المدرسة. حازت تشومسكي على درجة البكالوريوس في الفرنسية من جامعة بنسلفانيا في عام 1951.
قضى الزوجان أغلب وقتهما في حزوريا، وهي مستوطنة في إسرائيل. بالرغم من أنهما استمتعا بقضاء الوقت معًا، إلا أن نعوم تشومسكي فزّع من القومية اليهودية والعنصرية ضد العرب التي قابلها في الدولة، بالإضافة إلى توجه مناصرة الستالينية الذي اعتقد بانتشاره في المجتمع اليساري للمستوطنة. تقول جوديث تشومسكي زوجة الأخ الأصغر لنعوم تشومسكي: «لقد كان ذلك بفترة قبل وجود أي أقوال عن حقوق المرأة». عاد الزوجان إلى الولايات المتحدة بالرغم من اهتمام كارول بأن تصبح ميكانيكية أو سائقة شاحنة في وقت بقائهما في 1953.
حصلت تشومسكي على درجة الدكتوراه في اللسانيات من جامعة هارفارد في عام 1968، والتحقت بالمدرسة لتتمكن من إعالة نفسها وأسرتها في حالة دخول نعوم تشومسكي السجن نظرًا لمعارضته لحرب فيتنام.
يُعتبر كتاب «اكتساب النحو لدى الأطفال من 5 إلى 10 (1969)» أشهر أعمال كارول تشومسكي. يفحص الكتاب كيف يطور الأطفال فهمًا للبناء النحوي للغتهم الأم، بالإضافة إلى كيفية استخدام تلك المهارة لتأويل الجمل المعقدة عند تقدمهم في السن. أظهرت أبحاث تشومسكي أن الأطفال يستمرون في تطوير المهارات اللازمة للفهم النحوي للغة بعد سن الخامسة، بالرغم من الاعتقاد العلمي الشائع أن الاكتساب الكامل للنحو يحدث في هذا السن.
طورت تشومسكي وسيلة في نهاية السبعينيات في خضم بحثها عن كيفية تطور القدرة على القراءة عند الأطفال، تُدعى تلك الوسيلة القراءة المتكررة، وفيها يقرأ الأطفال نصًا بصمت بينما يُذاع في الخلفية تسجيل صوتي لهذا النص. يكرر الأطفال هذه العملية حتى يستطيع الطفل قراءة النص من تلقاء نفسه دون الحاجة للتسجيل. أظهر البحث العلمي أن أربع قراءات مصحوبة بتسجيل ستكون كافية لإتقان القراءة لدى أغلب الأطفال. أُجري ما يزيد عن 100 دراسة حول هذه التقنية، وأشارت أغلب النتائج إلى تحسن إحصائيّ في سرعة القراءة والتعرف على الكلمات.
كان زوجها نعوم تشومسكي أيضًا أستاذ اللسانيات في معهد ماساتشوستس للتكنولوجيا. وكان للزوجين ثلاثة أطفال، وهم أفيفا تشومسكي أستاذة تاريخ أمريكا اللاتينية في كلية ولاية ساليم في ساليم في ماساتشوستس، وديان تشومسكي في مدينة مكسيكو وهاري تشومسكي.
في مقابلة أجرتها كارول تشومسكي في عام 2001 مع صحيفة بنسيلفانيا التابعة لجامعة بنسيلفانيا، فرقت تشومسكي بين اختصاصها في اللسانيات ووصفته بالعملي التجريبي، واختصاص زوجها التجريدي المتسم بالمقاربات الرياضية.
تقول كارول تشومسكي في هذا الصدد: «إن مجال عملي في اللسانيات مختلف تمامًا عن مجال عمل نعوم. إنني دائمًا ما أضحك عندما يتحدث الناس عن مدى الإثارة والتشويق في مائدة عشائنا، بصفتنا نعمل في نفس المجال.» عملت تشومسكي في كلية التعليم للخريجين في هارفارد منذ 1972 حتى 1997.
ماتت تشومسكي بالسرطان في بعمر 78 عامًا في 19 ديسمبر عام 2008 في منزلها في ليكسينغتون (ماساتشوستس).

## اكتساب اللغة لدى الأطفال
في هذا المجال البحثي، غيرت نظريات كارول تشومسكي الكيفية التي يكتسب بها الأطفال اللغة عبر الزمن بطريقة عميقة، إذ يواصل بعض تلك النظريات إفادة المجال حتى الآن. صاغت تشومسكي نظرياتها من حقول اللسانيات والتعليم ونمو الأطفال، لتتحدى علماء اللسانيات الآخرين بأن الطفل يستمر في اكتساب اللغة بعد عمر الخامسة، وتتحدى المعلمين بدمج البحث العلمي حول تطور اللغة للأطفال الذين لم يتمكنوا من التعلم جيدًا. وقد ساعدت في صياغة «الإملاء المخترع»، وهو وصف شديد التأثير للمحاولات الأولى للأطفال في الكتابة.

### نبذة عن الدراسة
تُعتبر دراسة نمو الفهم النحوي عند الأطفال بعد سن الخامسة موضوعًا تشتهر به كارول تشومسكي. درست تشومسكي 36 طفلًا تتراوح أعمارهم بين 6 سنوات إلى 10 سنوات، قُيموا بناءً على قدرتهم لفهم بُنى لغوية إنجليزية مُعقدة. شملت الدراسة تسع بُنى لغوية، وكانت النتيحة أن خمسًا من من تلك البُنى المعقدة يُكتسب بتسلسل متوقع.
شملت البنى النحوية الفحص الآتي: 1) سهلة الرؤية (الدمية سهلة الرؤية)، 2) وعد (يعد بوزو دونالد أن يستمر في الكتاب)، 3) اسأل (سألت الفتاة الولد عما سترسم)، 4) و (وبخت الأم غلوريا للرد على الهاتف، «و» فعلت المثل)، 5) بالرغم من (وبخت الأم غلوريا للرد على الهاتف، «بالرغم من» أني فعلت المثل). مثّلت تلك البنى تسلسلًا نمائيًّا لاكتساب النحو. كانت البنية الأولى هي الأبسط، إذ لم يستطع أحد الأطفال فهم غيرها إذا لم يفهمها، ومن فهم الأخيرة فقد فهم بالضرورة ما قبلها.
تتشابه تلك البيانات مع البيانات السابقة من باحثين مثل روجير براون وأرسولا بيلوغي اللذين اكتشفا اكتسابًا مماثلًا للغة لدى الأطفال. توضح تداعيات نتائج دراسة تشومسكي أن الجانب النحوي من اللغة لا يُكتسب بصورة كاملة عند سن الدخول للمدرسة. وتوضح أن اكتساب النحو يستمر بعد سن الخامسة بطريقة مطابقة للجوانب الأخرى من اكتساب اللغة لدى الأطفال الصغار؛ بصورة نظامية وبدون تعليمات مباشرة.

## التداعيات النظرية والعملية لأعمال تشومسكي
أصبح من الواضح لنا الآن أن تطور المعرفة في كل المناطق اللغوية ضروري للفهم على مستوى العبارة، إذ تزداد أهمية المعرفة النحوية المورفولوجية مع الوقت. على سبيل المثال، تلعب المعرفة الدلالية الغنية دورًا مهمًا في قدرة الطفل على فهم ما يقرأه، وتؤثر على التعرف على الكلمات بطلاقة. تشير المعرفة الدلالية إلى كل من حجم الثروة اللغوية التي يمتلكها الطفل، وإلى قوة وعمق المعرفة اللفظية للفرد فلننظر مثلًا للدلالات المختلفة للفظ «هوى». فإذا كانت وظيفة اللفظ للتعبير عن اسم، فيعني حب شيء ما، وإذا كانت وظيفة اللفظ تعبير عن فعل، فتعني سقط. لذلك فكلما زادت معرفة الطفل عن لفظ ما والدلالات المختلفة له، وعن السياقات النحوية والعملية لاستخدام اللفظ، زادت سرعة معالجة اللفظ أثناء قرائته في السياق العباري. وبالتالي، ينتقل الأطفال إلى مستوى أكثر تعقيدًا من القراءة عند اكتساب المزيد من الطلاقة اللغوية. والخلاصة أن النظام الدلالي للغة يؤثر على الوصول السريع للكلمة، كما يؤثر على الفهم العميق للنص.
من التداعيات المهمة لتلك الاستنتاجات، دراسة تأثير الفقر اللفظي طويل المدى على الثروة اللغوية للطفل وفهمه للقراءة. على سبيل المثال، توضح بعض التقديرات أن هناك فجوة لفظية بين الأطفال الناشئين في بيئة ذات دخل مرتفع وأخرى ذات دخل منخفض بنحو 15 ألف لفظ عند دخول الأطفال للمدرسة. أشارت تلك الدراسة إلى أن الأطفال الموجودين في قاع الثروة اللغوية بنسبة 25% ظلوا أقل من غيرهم بالنسبة للثروة اللغوية في المدرسة الإعدادية وقد يستمر التأثير بعد ذلك.